# Heterotaxis schultesii
Heterotaxis schultesii là một loài thực vật có hoa trong họ Lan. Loài này được Ojeda & G.A.Romero mô tả khoa học đầu tiên năm 2005.